# Parque nacional Dinira
El Parque Nacional Dinira es un parque nacional ubicado entre los tres estados venezolanos de Lara, Portuguesa y Trujillo. Fue creado el 30 de noviembre de 1988.
Su principal fin de creación fue la de proteger la cuenca alta del río Tocuyo. En total son cinco cuencas, Orinoco, Guanare, Motatán, y el Lago de Maracaibo, incluida la del río Tocuyo.
Tiene una superficie de 45.328 hectáreas de relieve montañoso en cuyas entrañas nacen además del río Tocuyo, numerosas corrientes de agua de importancia regional. Esto motivó a los indígenas que lo poblaron a llamarlo Dinira, porque sus aguas alimentan otras corrientes más abajo. Puede llover hasta 1.300 mm anuales.

## Cuencas presentes en el Diniago de Maracaibo: llegan a través delrío Motatán, las aguas delrío Carache, que a su vez recibe los afluentes Miquimú, Burbusay, La Concepción, Minumboc y la quebrada Miquimbay, junto a otras ocho corrientes menores.
- Cuenca del Orinoco: llegan a través del río Boconó. Allí desembocan los ríos Azul, Blanco, Negro y del Guanare, también tributan los ríos Guaitó y Chabasquen y unas seis quebradas más.

## Frailejones larenses
La cordillera de los Andes se extiende hasta los pies de Barquisimeto, a través de un sistema de montañas que comienza su descenso en Dinira y sigue hacia los parques nacionales Yacambú y Terepaima, que conforman una unidad geográfica.
El estado Lara es visto siempre como región seca, de caprinos y xerófilas y pocas personas imaginan en este parque, ubicado entre las sierras de Barbacoa y Portuguesa, en las estribaciones Norte de la cordillera de los Andes venezolanos, la particularidad de contar entre su flora variedades de Espeletias, popularmente conocidas como frailejones, generalmente sólo ubicados en Mérida, cuyas semillas pudieron volar desde la Teta de Niquitao por el cerro de la Culata, por el viento que sopla desde el páramo de Guaramacal.
De flora muy variada y rica en especies endémicas, cuatro tipos de vegetación compiten en belleza en alturas que varían desde 1.200 hasta más de 3.500 metros sobre el nivel del mar, en temperaturas que oscilan entre 6º y 22 °C. Con mayor intervención, que obligó la creación de esta área, en su parte más baja están las sabanas, donde la flora autóctona como la Diocodendron dioicum y la Miconia larensis, exigió medidas proteccionistas.
En sus predios se localizan, amenazados de extinción, el oso frontino o andino, el jaguar o tigre americano y el venado matacán, en convivencia con cachicamos, lapas, picures, rabipelados, monos capuchinos y araguatos, cuchicuchis, mapurites, venados caramerudos, osos mieleros, zorros, dantas, osos hormigueros, puercoespines y báquiros cinchados y aves como tucusitos, paujíes copete de piedra, colas de hoja, cristofués, esmeraldas coliverde, pericos de ojo blanco, lechuzas orejudas, gallinas azules, colibríes pechiazul, cardenalitos, guacharacas, carpinteros copete rojo, cucaracheros, querrequeres y pájaros león.